# God of War: Ghost of Sparta
God of War: Ghost of Sparta és un videojoc que constitueix la saga God of War. El videojoc és protagonitzat pel personatge Kratos que ha de recordar el seu passat lluitant conta els déus grecs i les més estranyes criatures i personatges. El videojoc està disponible únicament per la Play Station Portable. L'anterior videojoc de la saga va ser God of War: Chains of Olympus.